# Première législature d'Andorre
La première législature du Conseil général d'Andorre après l'adoption de la Constitution de 1993 s'est ouverte en 1994 est s'est terminée en 1997.

## Composition de l'exécutif
- Syndic général : Josep Dallerès Codina
- Sous-syndic général : Miquel Aleix Areny
- Secrétaire général : Carles Santacreu Coma

## Liste des conseillers généraux de 1994-1997
- Maria Rosa Ferrer Obiols, Secrétaire de la Sindicature
- Estanislau Sangrà Cardona, Secrétaire de la Sindicature
- Vicenç Alay Ferrer
- Josep Areny Fité
- Modest Baró Moles
- Ladislau Baró Solà
- Jaume Bartumeu Cassany
- Antoni Calvó Casal
- Enric Casadevall Medrano
- Antoni Cerqueda Gispert
- Francesc Cerqueda Pascuet
- Jordi Cinca Mateos
- Simó Duró Coma
- Enric Dolsa Font
- Josep Garrallà Rossell
- Antoni Martí
- Pere Moles Aristot
- Francesc Xavier Mora Barón
- Josep Àngel Mortés Pons
- Jaume Riba Sabaté
- Josep Anton Ribes Roca
- Francesc Rodríguez Rossa
- Gilbert Saboya Sunyé
- Jordi Torres Alís
- Joan Travesset Grau